# 互联网的未来
《互联网的未来》，全称为《互联网的未来：以及如何阻止它》是一部由哈佛大学伯克曼互联网与社会研究中心联合创始人乔纳森·齐特林于2008年经由耶鲁大学出版社公开出版的互联网著作，该部著作是乔纳森·齐特林对互联网未来发展状况的思索与预测的结晶，阐述了他对网络未来歧路的判断。

## 内容简介
齐特林认为，互联网将不再是可繁殖的、开放的个人计算机附着在可繁殖的网络空间之中，“未来是一个不可繁殖的封闭设备被捆绑在一个受控制的网络上”。如果不加以阻止，互联网这趟列车将失控而坠入断崖；如果掌握好平衡及时调整方向，则可免坠深渊。齐特林在书中给出了出人意料的论断：互联网的创新或将被Google、Facebook、苹果等互联网巨头扼杀。他向读者预示了这样一种互联网“9·11劫难”的可能性。齐特林在《互联网的未来》一书中披露，政府在限制互联网接入以阻挡黑客袭击的同时，也在将互联网变成监视民众生活的工具。而网络安全隐患使得互联网逐渐走向了封闭，甚至变成了政府监控民众生活的工具。 

## 核心观点
- Facebook类型的封闭式社交网络、iPhone、Xbox、TiVo以及黑莓等类似黑盒的产品以及号称“不作恶”的Google公司的出现，对互联网的过度约束和对互联网安全的担心将摧毁此前网络世界所建立的开放、创新的精神。从而把用户变成了单纯被动的技术使用者；
- 简单、开放的架构是互联网之所以成功的关键，然而这也正是其缺陷所在；
- 社会应该抵制互联网审查和管制，要提倡互联网用户之间的信任；
- 当务之急是拯救互联网，不仅仅需要技术，更需要人类社会对互联网态度的转变。

## 引发思考
2010年，《连线》杂志总编克瑞斯·安德森曾断言“Web已死 Internet永生”，引发了关于互联网前途的大讨论。事实上，这并非互联网学者第一次公开讨论互联网的未来。2008年出版的《互联网的未来》）算得上早期研讨互联网前途的专著，书中阐释了齐特林对互联网未来歧路的深切担忧。劳伦斯·莱斯格、乔纳森·齐特林、克瑞斯·安德森等人的著作与言论引发了舆论对互联网开放与互联网控制或者更准确地说是互联网自由与互联网安全之间的讨论。